# لاحتمية
اللاحتمية مذهب فلسفي يقول بحرية الإرادة والاختيار، يطلق على أحداث ليست واضحة النتائج أو قد تكون متعددة النتائج، أي أحداث يصعب تحديد سلسلة تبعاتها، واللاحتمية هي نقيض الحتمية.
تعتبر اللاحتمية أيضًا نظرية تقول بأن لكل حدث سببًا أو علة. وبمعنى آخر، فإن الأحداث ليست مجرد نتيجة لتتابع عمليات طبيعية أو قوانين فيزيائية، بل تعكس أيضًا تأثيرات وتدخلات العوامل الخارجية والشخصية. وهذا يعني أن العالم ليس قائمًا على سلسلة من الأحداث المحتمة بشكل ثابت، بل هناك عناصر لاحتمية وعشوائية قد تؤثر في التطور والنتائج المتوقعة للأحداث.
تمت مناقشة اللاحتمية في العديد من المجالات الفلسفية والعلمية. فمن الناحية الفلسفية، تعتبر اللاحتمية جزءًا من التفكير الأخلاقي والأخلاقيات الحرة، حيث يعتقد الأشخاص بحقهم في اتخاذ القرارات وتحمل المسؤولية عن تلك القرارات. ومن الناحية العلمية، يتم استكشاف اللاحتمية في مجالات مثل الفيزياء الكمومية وعلم النفس.
في الفيزياء الكمومية، يتم مناقشة اللاحتمية في سياق مفهوم عدم اليقين. ففي العالم الكمومي، يظهر العديد من الظواهر التي لا يمكن تفسيرها بشكل كامل من خلال المبادئ الكلاسيكية للحتمية. على سبيل المثال، تظهر الجسيمات الدقيقة سلوكًا عشوائيًا وغير قابل للتنبؤ في عدة تجارب. وهذا يشير إلى وجود عناصر لاحتمية وعدم اليقين في العالم الكمومي، حيث يعتبر القدرة على التنبؤ بالأحداث بشكل دقيق أمرًا صعبًا أو مستحيلًا.
من ناحية علم النفس، تدرس اللاحتمية في سياق السلوك البشري واتخاذ القرارت. تعتبر اللاحتمية وجهة نظر مهمة في علم النفس، حيث يتم استكشاف العوامل المؤثرة في اتخاذ القرارات والسلوك البشري. تركز بعض التوجهات النفسية على دور العوامل الوراثية والبيئية في تشكيل الشخصية والسلوك، مما يعطي الأفراد قدرًا من الحرية والاختيار في حياتهم.